# Jordi Xarvaixidze
Jordi Xarvaixidze (Safar Ali Beg) fou príncep d'Abkhàzia del 1810 al 1821.
El 1808 es revoltà contra el seu germà Aslan Beg Xarvaixidze, instigat per la regent de Mingrèlia, i signà un tractat de protectorat amb Rússia el 12 d'agost del 1808. El 1810 abans que els russos entressin a Sukhumi, el tsar el reconegué com a príncep hereditari el 17 de febrer del 1810 i fou proclamat quan van entrar, el 10 de juny del 1810. Es convertí al cristianisme i a la branca ortodoxa prenent el nom de Guiorgui (abans es deia Safar Ali). Fou també nomenat coronel de l'exèrcit rus.
Es va casar amb Thamar, filla de Katsia II Dadiani, mthavari de Mingrèlia.
Fou assassinat pel seu germà Hassan Beg Xarvaixidze a Sukhumi, el 13 de novembre de 1821. Va deixar quatre filles i tres fills, entre ells Demetri Xarvaixidze (Umar Beg) que fou el seu successor com a príncep d'Abkhàzia, i un altre, Miquel Xarvaixidze (Hamid Bey) que també fou príncep d'Abkhàzia.